# Berlin-Rummelsburg
Rummelsburg is een stadsdeel in het district Lichtenberg in Berlijn. 

## Geschiedenis
Het eerste gebouw was een steenfabriek die vanaf 1669 aan de oevers van de Rummersburger See, destijds de Stralauer See. Hierrond ontstond een nederzetting die aan het einde van de achttiende eeuw de naam Rummelsburg kreeg. In 1861 werd Rummelsburg, dat tot dan toe een exclave van Berlijn was opgenomen in de Kreis Niederbarnim en opgenomen in het Gutsbezirk Boxhagen. In 1867 werd de Gesellschaft für Anilinfabrikation mbH hier opgericht, de voorloper van het huidige Agfa-Gevaert. Tussen 1872 en 1875 werd de wijk Victoriastadt gebouwd. Op 30 januari 1889 werd de zelfstandige gemeente Boxhagen-Rummelsburg gevormd, die uit vier kernen bestond. 
Na de opening van het treinstation Stralau-Rummelsburg in 1882 groeide de woon- en industriële ontwikkeling snel in de daaropvolgende jaren, sinds 1933 heet het station Ostkreuz. Het inwonersaantal steeg van 2135 in 1875 tot ongeveer 20.000 in 1895 en meer dan 50.000 in 1910. Op 1 april 1912 werd Boxhagen-Rummelsburg een deel van de stad Berlin-Lichtenberg en na de vorming van Groot-Berlijn in 1920 werd het een onderdeel van het district Lichtenberg. Na hervormingen in 2002 werd Rummelsburg een apart stadsdeel van het district. 

## Sport
SV Sparta Lichtenberg werd in 1911 opgericht en nam door verschillende fusies al meerdere namen aan. Thuishaven is de Sportplatz Fischerstraße in Rummelsburg. De club speelt sinds 2023 in de nationale reeksen.
Alt-Hohenschönhausen ·
Falkenberg ·
Fennpfuhl ·
Friedrichsfelde ·
Karlshorst ·
Lichtenberg ·
Malchow ·
Neu-Hohenschönhausen ·
Rummelsburg ·
Wartenberg